# Peugeot 307 WRC

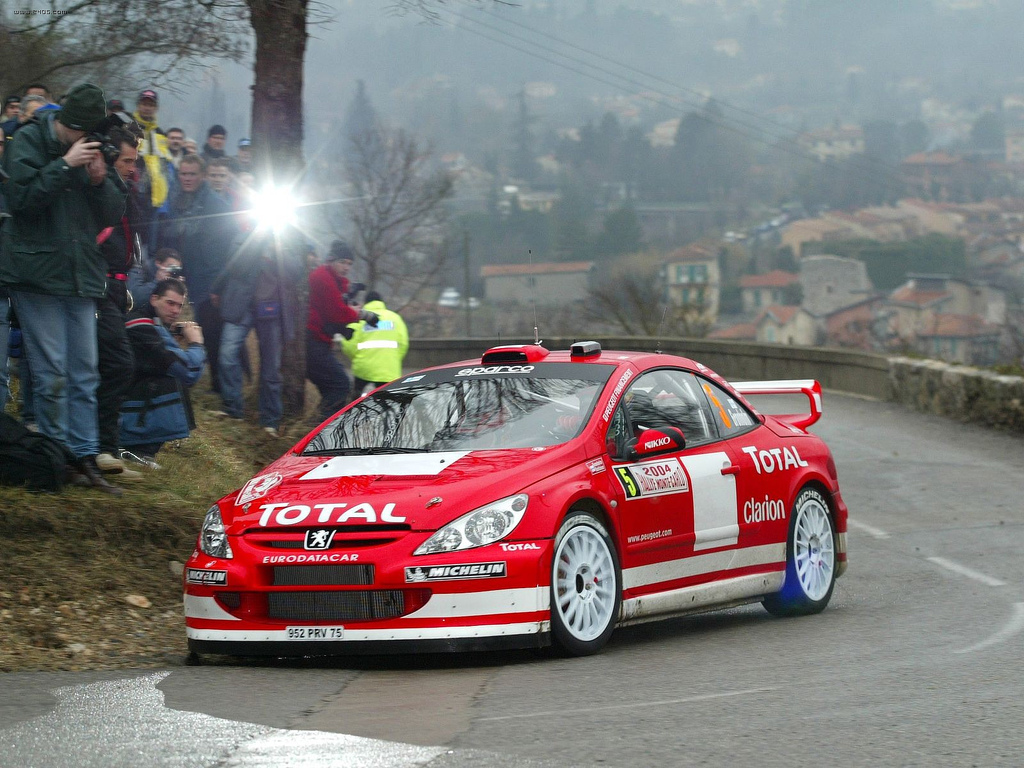
Marcus Grönholm com o 307 WRC no Rali de Monte Carlo 2004.

Peugeot 307 WRC, um World Rally Car baseado no 307 CC, substituiu o 206 WRC no Campeonato Mundial de Rali em 2004. O carro, apelidado como "O sapo voador" e "a baleia", foi prejudicado por problemas na transmissão e apenas se tornou competitivo próximo do final da sua participação no WRC. Chegou a vencer três ralis, mas teve o apoio de fábrica retirado no final de 2005 pela saída da Peugeot de competições de rali. As suas vitórias foram nos ralis da Finlândia (em 2004 e 2005) e do Japão de 2005, todos com o bicampeão Marcus Grönholm. O carro ainda disputou o campeonato de 2006 pela preparadora de carros Bozian Racing, sob o nome de OMV Peugeot Norway World Rally Team com os pilotos Manfred Stohl e Henning Solberg.
O 307 WRC vai ser lembrado pelo acidente envolvendo o carro dos competidores Markko Märtin e Michael Park em 18 de setembro de 2004, que resultou na morte de Park. No 15º estágio do Rali da Grã-Bretanha, Märtin perdeu o controlo do seu 307 WRC e colidiu contra uma árvore, matando Park instantaneamente. Este foi o primeiro acidente fatal num evento WRC desde 1993.